# Agallia saxicola
Agallia saxicola är en insektsart som beskrevs av Logvinenko 1983. Agallia saxicola ingår i släktet Agallia och familjen dvärgstritar. Inga underarter finns listade i Catalogue of Life.